# Jewhen Pyssarenko
Jewhen Pyssarenko (ukrainisch Євген Писаренко, rumänisch Evgenii Pysarenko; * 12. April 1980 in Kiew, Ukrainische SSR) ist ein rumänischer Eishockeyspieler ukrainischer Herkunft, der seit 2012 beim ASC Corona 2010 Brașov in der Rumänischen Eishockeyliga und der MOL Liga unter Vertrag steht.

## Karriere

### Club
Jewhen Pyssarenko begann seine Karriere als Eishockeyspieler beim HK Berkut, für den er in der Saison 1997/98 in seiner Heimatstadt Kiew in der East European Hockey League aktiv war. Nach einem Jahr wechselte er in die zweite Mannschaft des vielfachen ukrainischen Meisters HK Sokil Kiew, die ebenfalls in der EEHL spielte. Von dort zog es ihn 1999 erstmals in die Rumänische Eishockeyliga zum dortigen Rekordmeister Steaua Bukarest. Aber noch sollte er dort nicht heimisch werden, denn bereits ein Jahr später ging es zurück zu Sokil nach Kiew, wo er nun in der ersten Mannschaft eingesetzt wurde. 2002 wechselte er dann endgültig nach Rumänien und erneut zu Steaua. Mit dem rumänischen Hauptstadtverein gewann er 2003, 2005 und 2006 die dortige Landesmeisterschaft und 2003, 2005, 2006, 2009 und 2012 den Pokalwettbewerb. Für die zweite Hälfte der Saison 2010/11 wurde er an den kasachischen Verein HK Arystan Temirtau ausgeliehen, mit dem er den kasachischen Landespokal gewinnen konnte. Nach zehn Jahren in Bukarest wechselte Pyssarenko 2012 zum ASC Corona 2010 Brașov und führte den Verein mit dem Sieg im Rumänischen Eishockeypokal 2013 zu seinem ersten großen Erfolg. 2014 gewann er mit Brașov erstmals den rumänischen Meistertitel. 2015 wurde zum zweiten Mal der Pokalwettbewerb gewonnen.

### International
Als Jugendlicher startete Pyssarenko noch für die Ukraine, mit deren Nachwuchsmannschaften er an den U18-Europameisterschaften 1997 und 1998 sowie der U20-Weltmeisterschaft 2000 teilnahm. Für Rumänien nahm er erstmals an den Weltmeisterschaften der Division II 2011 teil und stieg mit der Mannschaft in die Division I auf. 2012, 2013 und 2014, als er als bester Spieler seiner Mannschaft ausgezeichnet wurde, aber den Abstieg in die Division II nicht verhindern konnte, spielte er mit Rumänien dann in der Division II der WM. Bei der Weltmeisterschaft 2015 gelang dann die sofortige Rückkehr in die Division I.

## Erfolge
- 2003 Rumänischer Meister mit dem CSA Steaua Bukarest
- 2003 Rumänischer Pokalsieger mit dem CSA Steaua Bukarest
- 2005 Rumänischer Meister mit dem CSA Steaua Bukarest
- 2005 Rumänischer Pokalsieger mit dem CSA Steaua Bukarest
- 2006 Rumänischer Meister mit dem CSA Steaua Bukarest
- 2006 Rumänischer Pokalsieger mit dem CSA Steaua Bukarest
- 2011 Kasachischer Pokalsieger mit dem HK Arystan Temirtau
- 2011 Aufstieg in die Division I bei der Weltmeisterschaft der Division II, Gruppe B
- 2012 Rumänischer Pokalsieger mit dem CSA Steaua Bukarest
- 2013 Rumänischer Pokalsieger mit dem ASC Corona 2010 Brașov
- 2014 Rumänischer Meister mit dem ASC Corona 2010 Brașov
- 2015 Rumänischer Pokalsieger mit dem ASC Corona 2010 Brașov
- 2015 Aufstieg in die Division I, Gruppe B, bei der Weltmeisterschaft der Division II, Gruppe A